# Bagler

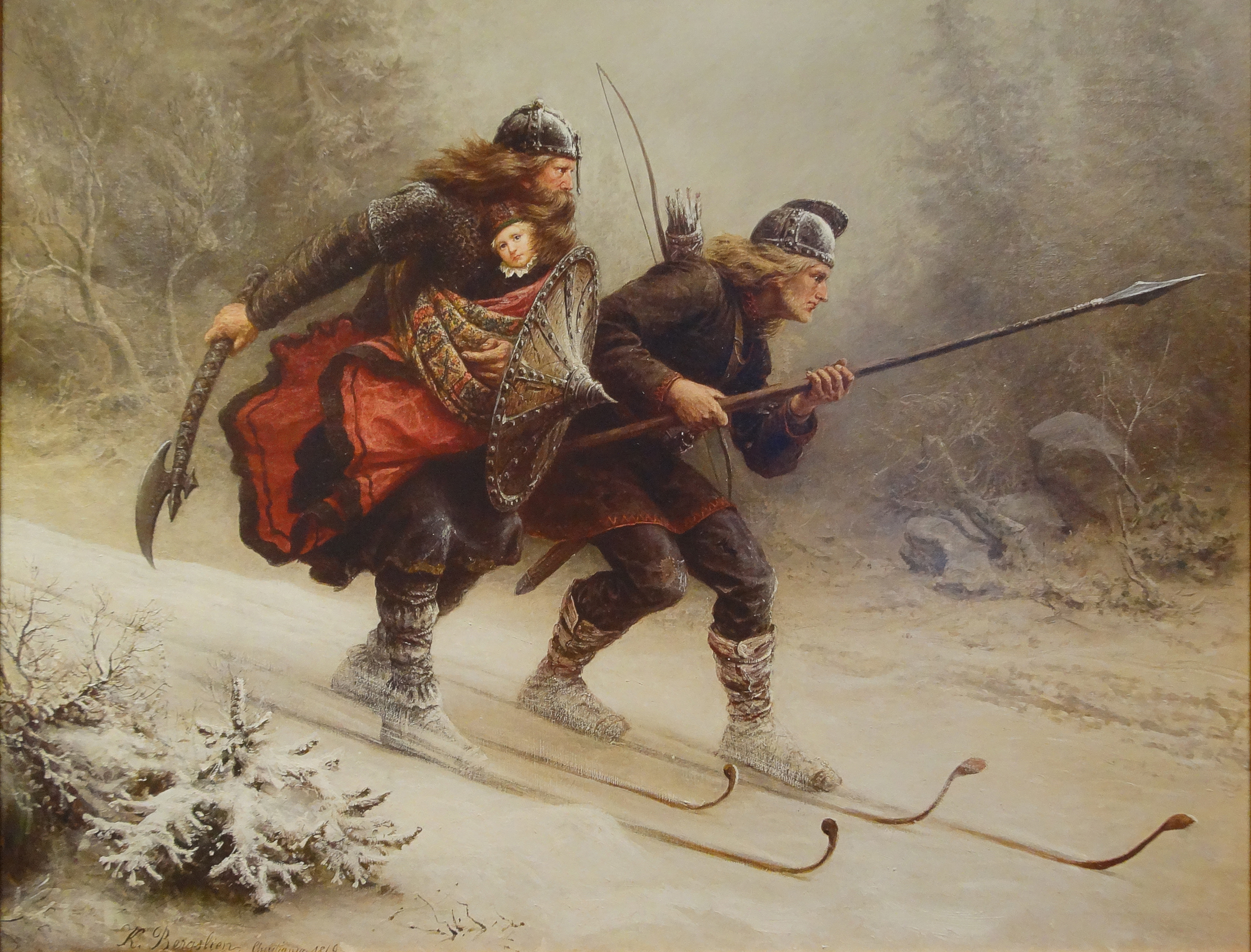
L'infant Håkon Håkonsson sent transportat pels birkebeiner a un lloc segur, fora de perill dels seus enemics -els bagler-; interpretat pel pintor Knud Bergslien (1869). Museu de l'Esquí d'Oslo.

Els bagler (nòrdic antic: baglarr, bokmål: bagler, nynorsk: baglar) van ser una agrupació política durant les Guerres Civils Noruegues. La facció bagler estava formada principalment per l'aristocràcia noruega, el clergat i comerciants.
Es va formar l'any 1196 a Escània, llavors part de Dinamarca, principalment pel bisbe Nicholas Arnesson d'Oslo i l'Arquebisbe Erik Ivarsson de Nidaros al voltant del pretendent Inge Magnusson (anomenat el rei baglar) per deposar el rei Sverre Sigurdsson. Van competir pel control amb els birkebeiners, que eren essencialment una facció de camperols liderada pel pretendent a rei Sverre Sigurdsson, en una guerra civil noruega a finals del segle xii. La nissaga Sverris va proporcionar Sverre un llinatge reial com fill bastard putatiu del difunt rei Sigurd II, qui va proporcionar-li una reclamació al tron. Els historiadors generalment estan d'acord amb el consens de l'època, que afirmava que era un pretendent/impostor.
Les classes acomodades, sobretot de Viken i Vestlandet, van ser el principal suport dels bagler. Els antecedents de la seva activitat es troben en el suport que van oferir a Inge I de Noruega i després de la seva mort a Magnus V i el seu pare, el regent Erling Skakke. El 1240 Haakon IV va acabar amb les guerres civils, però també va afeblir el poder de l'aristocràcia noruega.
Des d'una perspectiva sociohistòrica, els bagler poden ser interpretats com a conservadors en contra dels resultats de desenvolupaments com ara el ràpid augment d'homes de frontera sense terres (markamenn), que s'havien instal·lat al llarg de la frontera sueca i vivien del pillatge a vells assentaments rics. Aquella població anàrquica va esdevenir la principal base dels birkebeiner. Els bagler també afavorien l'església i els seus privilegis i possessions.
El birkebeiners van aconseguir tenir una mica de poder, malgrat els curts regnats dels seus monarques a partir de Sverre. El 1209 es va fer un pacte entre els bagler i els birkebeiner, que reconeixia el pretendent bagler Philip Simonsson com a governant d'Oppland i Viken (a Østlandet, la Noruega oriental), sense el títol de rei, i reconeixia el birkebeiner Inge Bårdsson com a rei Inge II de Noruega. Tots dos van morir l'any 1217, i Haakon IV (birkebeiner de naixement) va ascendir al tro, relativament sense oposició, sota la regència del duc Skule Bårdsson. Més tard, el 1240, Haakon IV va acabar amb les guerres civils i va debilitar la funció de l'aristocràcia a Noruega.

## Pretendents bagler
- Inge Magnusson (1196-1202)
- Erling Steinvegg (1204-1207)
- Felip Simonsson (1207-1217)